# Любавичи (Монастырщинский район)
Любавичи — село в Монастырщинском районе Смоленской области России.
Расположена в западной части области в 20 км к югу от Монастырщины, в 6 км к северу от границы с Белоруссией на берегу реки Вельнянка. Население — 229 жителей (2007 год). 
Бывший Административный центр упразднённого  Любавичского сельского поселения. 
Законом Смоленской области от 28 мая 2015 года в Гоголевское сельское поселение были включены все населённые пункты упразднённого Любавичского сельского поселения
Деревня Любавичи уходит своими корнями в XVIII век. В конце XIX века, Любавичами владел помещик Томашевский. В деревне насчитывалось более 100 дворов.
В годы первой русской революции 1905-07 гг. в Любавичах выстроили каменную церковь, которая, как памятник архитектуры, сохранилась до наших дней.
После победы революции в Любавичах был организован сельский Совет. Его возглавил Кондратенков Петр. В 1929 году в Любавичах создали колхоз,  в него вступили Медведские, Евдокимовы, Андросовы, Шелобудовы и многие другие семьи. В числе раскулаченных оказались Петраковы, Климчинские. Первым председателем колхоза был Андрей Якимович Лавренков.
Великая Отечественная война не обошла своими бедами и Любавичи. В память о павших в борьбе с фашистами, в деревне в 1970-х годах, был установлен обелиск.
С 1950 года в Любавичах начал работать сырзавод. Первым мастером на предприятии был Иван Лаврентьевич Ходунков.

СПК «РАССВЕТ»
Совхоз «Любавичский» образовался в 1962 году. До этого, существовало 8 колхозов, куда входило 29 населенных пунктов.
Колхоз имени Сталина образовался в 1929 году, в него вошли деревни Любавичи, Старишовка, Ольховец, в 1933 году присоединились деревни Ермаковка (Гнидовка), Вельня.
Колхоз имени Калинина, состоял из деревень Смолы, Кодрино, Боровец, а в 1930 году и д. Баченки.
Колхоз имени Ворошилова, сюда входили деревни Платково и Тетеринки, в 1950-х гг. эти деревни вошли в колхоз «Первое Мая», сюда же вошли деревни Шелеговка, Войнино, Крутая.
В 1930 году образовался колхоз «Победа», с деревнями Васеки, Лягино, Славновичи, Колки, Ходосовка, Турки.
Колхоз «Свобода» образовался в 1930-х гг., сюда входили деревни Антоновка, Слобода, Миновка, в 1960-х гг. эти деревни отошли к совхозу «Доброселье».
Колхоз «Красный луч», в него входили деревни Розоровка, Хутора, Осиновка.
В колхоз «Новая жизнь» входили деревни Дубровка, Чечуры, Бобки.
В начале 1960-х годов колхоз (он назывался тогда имени Сталина) присоединили к совхозу «Доброселье», а в 1962 году разъединили, и образовался совхоз «Любавичский».
Первым его директором был Саченков Алексей Кузьмич. 4 марта 1969 года его сменил Грезден Альфред Людвигович, а в апреле 1987 года руководителем стал Листратенков Виктор Дмитриевич.
Любавичи - центральная усадьба совхоза. Для работников хозяйства было построено пять двухэтажных восьми квартирных дома, один 12-квартирный дом, 12-ть  двухквартирных коттеджей. Открылись  столовая, Дом культуры, детсад, контора, здание администрации и библиотеки, медпункт. В 1973 году было построено двухэтажное здание средней школы, рядом заложен парк.
С февраля 1965 года по ноябрь 1991 года жители Любавичей и окрестных деревень пользовались услугами Любавичского аэропорта. Начальниками аэропорта работали: Быков Аркадий Никитич, Василенков Виктор Дмитриевич, Корнеенкова Нина Ивановна, Корнеенков Иван Михайлович.
В 1991 году в Любавичи провели асфальтированную дорогу, до районного центра ходит рейсовый  автобус.
В 1992 году образовалось АО «Любавичи», с центром в д. Любавичи. В 2002 году образован СПК «Рассвет». В настоящее время хозяйственная деятельность сельхозкооператива прекращена.

## Достопримечательности
Памятник архитектуры Церковь Петра и Павла, 1909 года. В советские времена использовалась как совхозный склад. Находится в полуразрушенном состоянии. Службы не ведутся.